# Goliad
La ville de Goliad (en anglais [ˈɡoʊliæd]) est le siège du comté de Goliad, dans l’État du Texas, aux États-Unis. Sa population s’élevait à 1 908 habitants lors du recensement de 2010, estimée à 1 981 habitants en 2016. Goliad est la seule localité incorporée de l’État.

## Galerie photographique

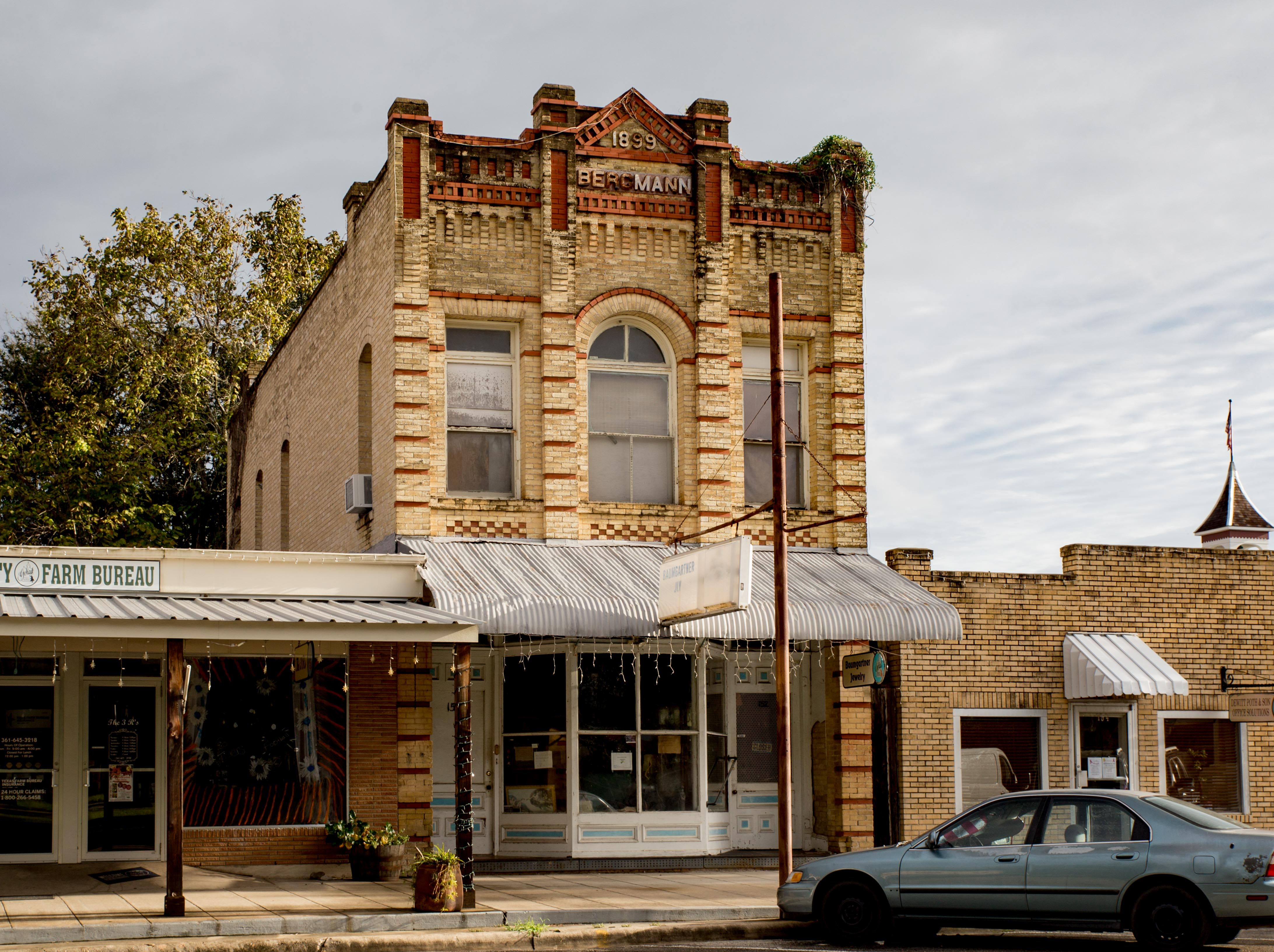
Bergmann House.
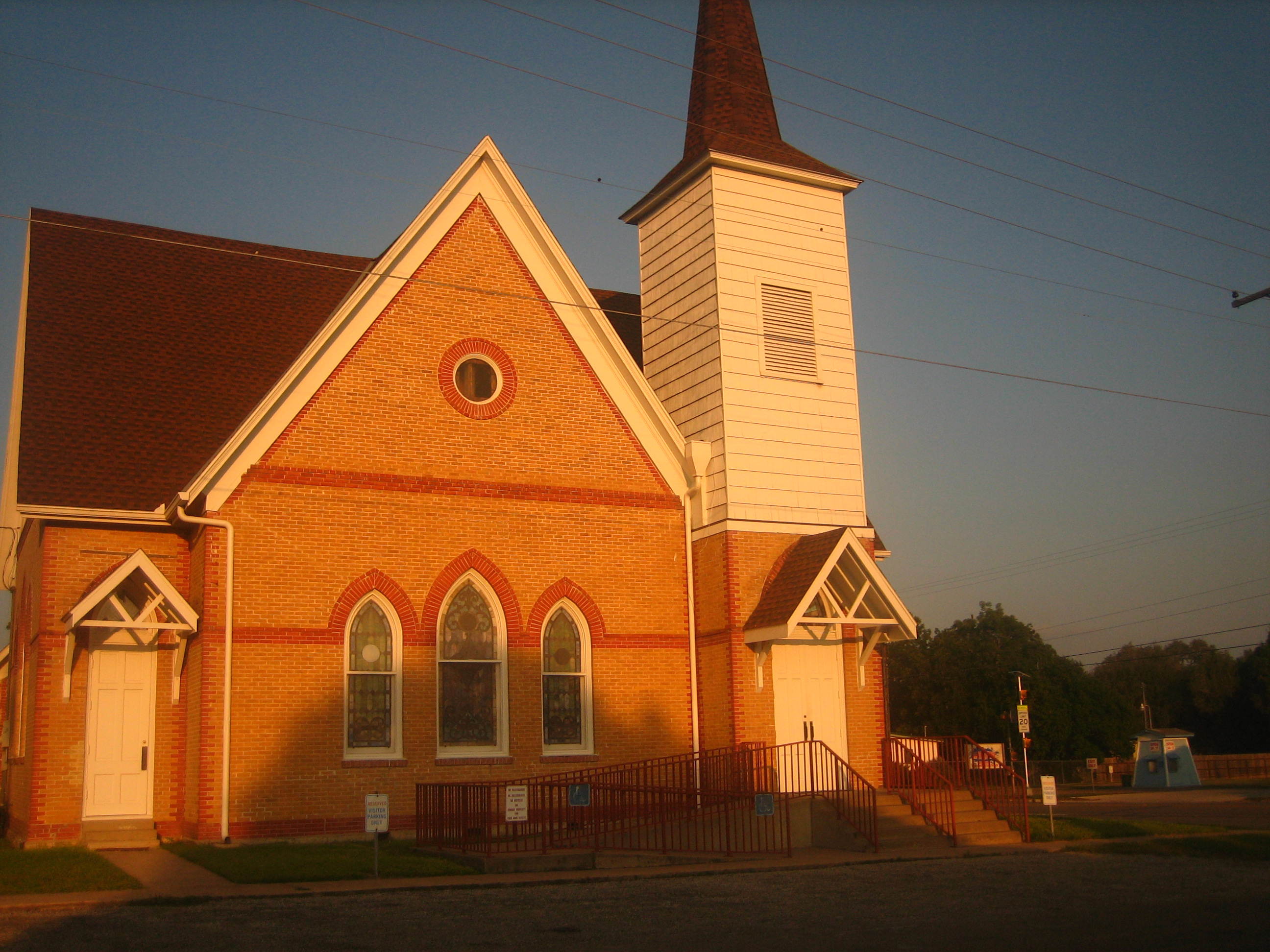
L’église méthodiste.
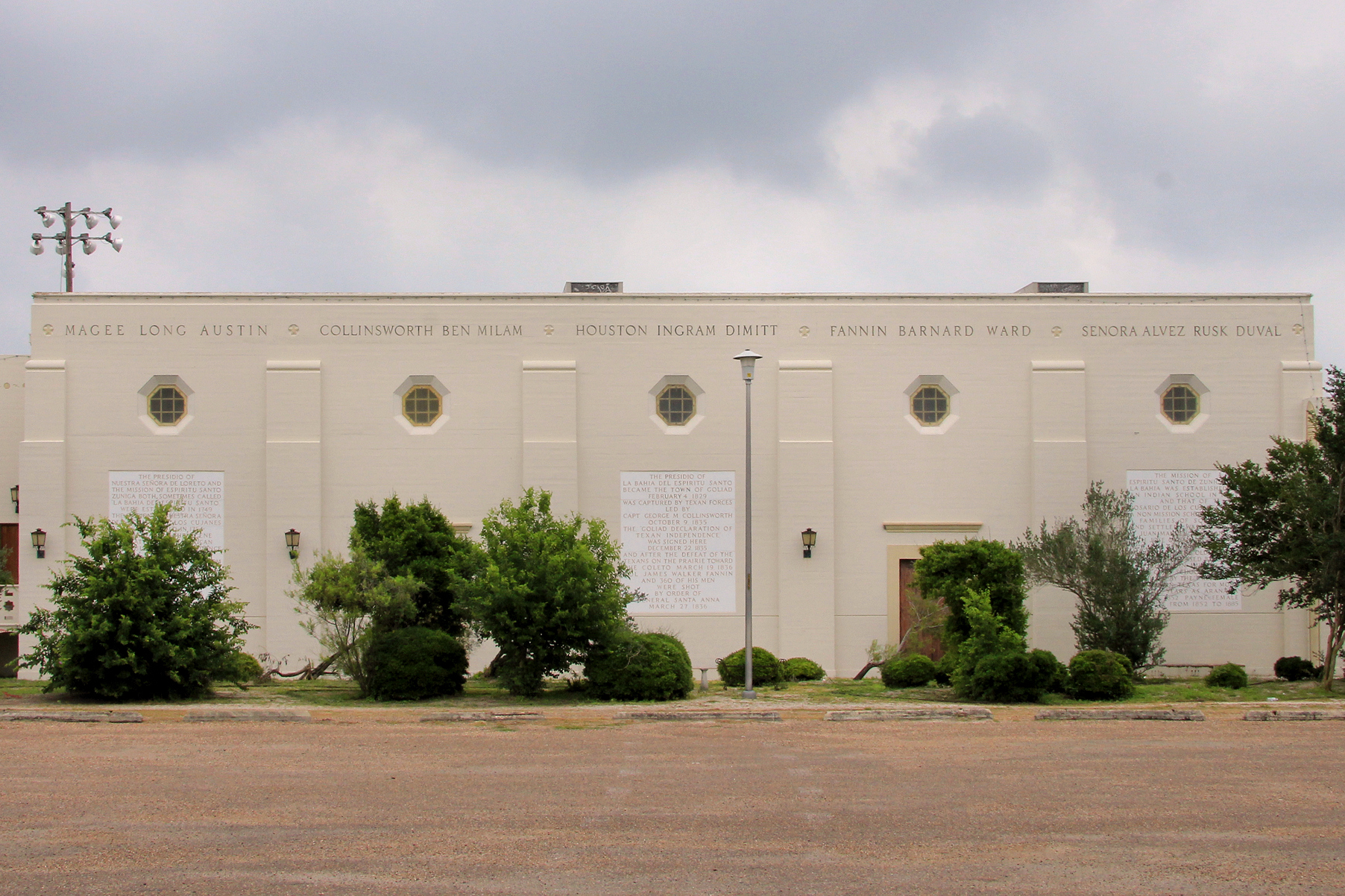
Memorial Auditorium.

## Source
- (en) Cet article est partiellement ou en totalité issu de l’article de Wikipédia en anglais intitulé « Goliad, Texas » (voir la liste des auteurs).